# لودزا
لودزا (بالإنجليزية: Ludza)‏ هي منطقة سكنية تقع في لاتفيا في . يقدر عدد سكانها بـ 9,677 نسمة .

## توأمة
للودزا اتفاقيات توأمة مع كل من:
- برست
- Aue (Samtgemeinde) [الإنجليزية]‏ (18 أكتوبر 2005 - )[4]
- Hlybokaye [الإنجليزية]‏ (17 يونيو 2011 - )[4]
- Maków, Łódź Voivodeship [الإنجليزية]‏ (4 أغسطس 2012 - )[4]
- مولتاي [الإنجليزية]‏ (30 يونيو 2012 - )[4]
- نيفل (1 فبراير 2006 - )[4]
- نوفوبولوتسك (15 أكتوبر 2011 - )[4]
- بولوتسك (30 أبريل 2016 - )[4]
- روكيسكيس (2 فبراير 2010 - )[4]
- سبج (23 سبتمبر 2011 - )[4]
- سفيشتوف (31 مايو 2011 - )[4]
- Zaslawye [الإنجليزية]‏ (17 مايو 2013 - )[4]